# Рейнеке, Карл
Карл (Генрих Карстен) Рейнеке (нем. Carl (Heinrich Carsten) Reinecke; часто в транскрипции Рейнеке; 23 июня 1824, Альтона, ныне в составе Гамбурга — 10 марта 1910, Лейпциг) — немецкий композитор, дирижёр и пианист.

## Биография
С шести лет занимался музыкой со своим отцом — Иоганном Рудольфом Райнеке. В 1835 году дебютировал в родном городе как пианист, затем гастролировал по Европе, где приобрёл славу «грациозного исполнителя произведений Моцарта». Музыкальными кумирами юноши были Клара Вик и Франц Лист; по причине робости характера Рейнеке мало подходил на роль гастролирующего пианиста-виртуоза.
С 1843 по 1846 год благодаря стипендии короля Дании Христиана VIII учился в Лейпцигской консерватории по классу фортепиано и композиции. Феликс Мендельсон, являвшийся в тот момент капельмейстером Гевандхауза, организовывал для него выступления на публике. В тот же период Рейнеке познакомился с Робертом Шуманом. Рейнеке был под большим впечатлением от произведений Мендельсона и Шумана, которые оказали большое влияние на его собственные сочинения.
В 1847 году стал придворным пианистом в Дании, но уже через год вынужден был вернуться в Лейпциг из-за прусско-датской войны. Не найдя места в Лейпциге, отправился в 1849 году в Бремен, где дирижировал и сочинял. По протекции Франца Листа получил приглашение поехать в Париж от Гектора Берлиоза, где выступал как пианист. С 1851 по 1854 год преподавал фортепиано в Кёльнской консерватории, временами замещая её руководителя Фердинанда Хиллера за дирижёрским пультом. Часто общался с Робертом Шуманом, который жил в близлежащем Дюссельдорфе, а также познакомился с юным Иоганнесом Брамсом. С 1854 по 1859 год работал капельмейстером в Бармене (ныне часть Вупперталя). В 1859 году стал музыкальным директором в Бреслау, где организовывал абонементные концерты.

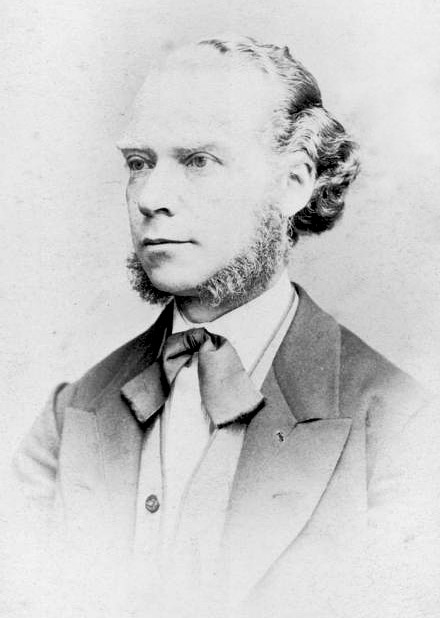
Карл Рейнеке в 1860-е годы

В том же году Рейнеке предложили возглавить Лейпцигский оркестр Гевандхауза, которым он руководил в дальнейшем на протяжении 35 лет — с 1860 по 1895 год. Одновременно преподавал фортепиано и композицию в Лейпцигской консерватории (с 1885 года профессор). В 1885 году принимал участие в конференции в Вене, на которой был принят единый строй камертона. В 1883 и 1889 годах Рейнеке выступал в России как дирижёр собственных произведений и пианист. В 1905 году записал несколько пьес на ролики звукозаписывающей фирмы «Welte-Mignon».

## Творчество
Как педагог и композитор неукоснительно придерживался консервативных традиций, очагом которых была Лейпцигская консерватория. Рейнеке не отличался яркой самобытностью, его творчество находилось под большим влиянием Роберта Шумана, а также других композиторов-романтиков — Фредерика Шопена, Иоганнеса Брамса, Феликса Мендельсона. Автор нескольких опер, симфоний, оратории, концертов для фортепиано и других инструментов с оркестром, камерной музыки. Наиболее известны его Третья Симфония соль минор, соч. 227, Концерт для арфы ми минор, соч. 182, а также произведения для флейты — Соната «Ундина», соч. 167 (1885), Баллада для флейты и фп. (соч. 288), Концерт для флейты с оркестром ре мажор, соч. 283 (1908). Одним из главных издателей Рейнеке был Юлий Циммерман. Автор ряда книг, посвященных интерпретации моцартовских концертов, бетховенских сонат и др.

## Ученики Карла Рейнеке
Рейнеке был выдающимся педагогом, воспитавшим целое поколение известных композиторов и музыкантов разных стран, среди которых
- Альбенис, Исаак — испанский композитор и пианист
- Бартц, Иван Августович — московский церковный органист, хормейстер и композитор
- Блейхман, Юлий Иванович — русский композитор и дирижёр
- Блокс, Ян — бельгийский композитор и дирижёр
- Брух, Макс — немецкий композитор и дирижёр
- Вайнгартнер, Феликс — австрийский дирижёр и композитор
- Григ, Эдвард — норвежский композитор, пианист и дирижёр
- Дилиус, Фредерик — британский композитор
- Зутер, Герман — швейцарский композитор, дирижёр и педагог
- Карцов, Николай Петрович — русский чиновник и композитор
- Карг-Элерт, Зигфрид — немецкий композитор, органист и педагог
- Кронке, Эмиль — немецкий композитор
- Круг, Арнольд — немецкий композитор
- Лысенко, Николай Витальевич — украинский композитор, пианист, дирижёр, педагог и общественный деятель
- Ниман, Вальтер — немецкий композитор, музыковед и преподаватель
- Резничек, Эмиль Николаус фон — австрийский композитор
- Рёнтген, Юлиус — нидерландский композитор, пианист, дирижёр, фольклорист и педагог
- Салливан, Артур — британский композитор, органист, дирижёр и педагог
- Свенсен, Юхан — норвежский композитор и дирижёр
- Синдинг, Кристиан Август — норвежский композитор
- Резничек, Эмиль Николаус фон — австрийский композитор
- Чюрлёнис, Микалоюс Константинас — литовский композитор
- Чедуик, Джордж Уайтфилд — американский композитор и музыкальный педагог
- Шуман, Камилло — немецкий композитор и органист
- Яначек, Леош — чешский композитор

## Сочинения
- комическая опера «Король Манфред» | König Manfred (1867)